# Andrew J. Offutt
Pour les articles homonymes, voir Offutt.
Andrew J. Offutt, né le 16 août 1934 à Louisville et mort le 30 avril 2013, est un écrivain américain, auteur de science-fiction et de fantasy. Signant aussi bien de son vrai nom que de dix-sept pseudonymes différents, il est par ailleurs l'auteur de nombreux textes érotiques et pornographiques.

## Biographie
Andrew Jefferson Offutt est né dans le Kentucky. Il publie sa première histoire, And Gone Tomorrow en 1954, dans le magazine If. Malgré la précocité de cette première œuvre, il considère que sa vie professionnelle n'a commencé qu'en 1959, lorsqu'il vend la nouvelle Blacksword au magazine Galaxy Science Fiction. Son premier roman, Evil Is Live Spelled Backwards, est publié en 1970.
Pendant sa carrière, il publie ou édite une cinquantaine de romans, parfois sous des pseudonymes tels que Alan Marshall, ou J. X. Williams. Il édite également une série d'anthologies nommées Swords Against Darkness. En sus de son travail personnel, il écrit la fin de la série des aventures de Conan, restée inachevée à la mort de Robert E. Howard.
Il fut président de la Science Fiction and Fantasy Writers of America de 1976 à 1978. Parallèlement à sa carrière d'écrivain de science-fiction, Andrew J. Offutt a également été un auteur très prolifique de romans pornographiques, qui ont représenté, en termes quantitatifs, sa principale production et contribuaient à ses revenus de manière non négligeable. Il a écrit environ 400 textes pornographiques sous divers pseudonymes, comme John Cleve - son nom de plume le plus connu dans ce registre - ou Turk Winter.
Son fils, Chris Offutt est également écrivain.

## Œuvres

### SérieCormac Mac Art
- (en) Sword of the Gael, 1975
- (en) The Undying Wizard, 1976
- (en) The Sign of the Moonbow, 1977
- (en) The Mists of Doom, 1977
- (en) When Death Birds Fly, 1980Écrit avec Keith Taylor (en).
- (en) The Tower of Death, 1982Écrit avec Keith Taylor (en).

### SérieWar of the Wizards
Cette série est coécrite avec Richard K. Lyon.
- (en) Demon in the Mirror, 1977
- (en) The Eye of Sarsis, 1980
- (en) Web of the Spider, 1981

### SérieWar of the Gods on Earth
- (en) The Iron Lords, 1979
- (en) King Dragon, 1980
- (en) Shadows Out of Hell, 1980
- (en) The Lady of the Snowmist, 1983

### SérieSpaceways
Cette série est écrite sous le nom de John Cleve.
- (en) Of Alien Bondage, 1982
- (en) Corundun's Woman, 1982
- (en) Escape from Macho, 1982
- (en) Satana Enslaved, 1982
- (en) Master of Misfit, 1982
- (en) Purrfect Plunder, 1982
- (en) The Manhuntress, 1982
- (en) Under Twin Suns, 1982
- (en) The Quest of Qalara, 1982
- (en) The Yoke of Shen, 1983
- (en) The Iceworld Connection, 1983Écrit avec Jack C Haldeman (en).
- (en) Star Slaver, 1983Écrit avec G C Edmondson (en).
- (en) Jonuta Rising!, 1983Écrit avec Victor Koman (en).
- (en) Assignment Hellhole, 1983Écrit avec Robin Kincaid.
- (en) Starship Sapphire, 1983Écrit avec Roland J. Green.
- (en) The Planet Murderer, 1984
- (en) The Carnadyne Horde, 1984Écrit avec Victor Koman (en).
- (en) Race Across the Stars, 1984
- (en) King of the Slavers, 1984

### Romans indépendants
- (en) The DevouredSous le nom de John Cleve.
- (en) Fruit of the LoinsSous le nom de John Cleve.
- (en) JodinarehSous le nom de John Cleve.
- (en) The Juice of LoveSous le nom de John Cleve.
- (en) The SexorcistSous le nom de John Cleve. Également publié sous le titre Unholy Revelry
- (en) The Galactic Rejects, 1967
- (en) Evil Is Live Spelled Backwards, 1970
- (en) The Great 24-Hour Thing, 1971
- (en) My Country, Right or Wrong, 1971
- (en) The Castle Keeps, 1972
- (en) Messenger of Zhuvastou, 1973
- (en) Ardor on Aros, 1973
- (en) The Black Sorcerer of the Black Castle, 1974
- (en) Genetic Bomb, 1975Écrit avec Bruce Berry (en).
- (en) Chieftain of Andor, 1976Également publié sous le titre Clansman of Andor
- (en) My Lord Barbarian, 1977
- (en) Conan and the Sorcerer, 1978
- L'Épée de Skelos ((en) The sword of Skelos, 1979)
- (en) Conan the Mercenary, 1985

### Nouvelles
- Blacksword, 1972 ((en) Blacksword, 1959)

### Collections
- (en) The Crusader: Books I and II

### Anthologies
- (en) Swords Against Darkness, 1977
- (en) Swords Against Darkness II, 1977
- (en) Swords Against Darkness III, 1978
- (en) Swords Against Darkness IV, 1979